# أوشا مانغيشكار
أوشا مانغيشكار  उषा मंगेशकर (من مواليد 15 ديسمبر 1953 مومباي، ماهاراشترا بالهند) هي مطربة هندية أصدرت العديد من الأغاني بعدة لغات مثل الهندية ، البنغالية ، الماراثية ، الكانادا ، النيبالية ، البوجبورية والغوجاراتية. وهي ابنة بانديت ديناناث مانغيشكار وشيفانتي وثاني أصغر فرد من عائلة مانغيشكار الفنية.
ذاع صيتها في الساحة الفنية من خلال أداءها بعض الأغاني الهندية التعبدية في الفيلم الهندي ذو الميزانية المنخفضة جاي سانتوشي ما سنة (1975) وقد تم ترشيحها لجائزة فيلم فير لأفضل مغنية بلاي باك عن أغنية "Main to Aarti" من نفس الفيلم، وقد لاقى الفيلم عند إعادة إنتاجه عام 2006 نجاحا واقبالا منقطع النظير حيث أدت أوشا مانغيشكار بنفسها نفس الأغاني.

## جوائز وترشيحات
- 1975 : جوائز رابطة البنغاليين السينمائيين لأفضل مغنية بلاى باك عن فيلم جاي سانتوشى ما.
- 1975 : رشحت لجائزة فيلم فير لأفضل مغنية بلاي باك عن أغنية "Main to Aarti" من فيلم جاي سانتوشى ما.
- 1978 : رشحت لجائزة فيلم فير لأفضل مغنية بلاي باك عن أغنية "Mangta Hai To Aaja" من فيلم إنكار.
- 1980 : رشحت لجائزة فيلم فير لأفضل مغنية بلاي باك عن أغنية "Humse Nazar To Milao" من فيلم إقرار.

## روابط خارجية
- أوشا مانغيشكار على موقع IMDb (الإنجليزية)
- أوشا مانغيشكار على موقع ميوزك برينز (الإنجليزية)
- أوشا مانغيشكار على موقع ديسكوغز (الإنجليزية)
- أوشا مانغيشكار على موقع قاعدة بيانات الفيلم (الإنجليزية)